# جيمي جودفيلو
جيمي جودفيلو (بالإنجليزية: Jimmy Goodfellow)‏ هو مدرب كرة قدم ولاعب كرة قدم بريطاني في مركز الوسط، ولد في 16 سبتمبر 1943 في بيشوب أوكلاند ‏ في المملكة المتحدة، وتوفي في 22 أبريل 2020 في نيوبورت في المملكة المتحدة. لعب مع بورت فايل وستوكبورت كونتي ونادي روذرهام يونايتد ونادي ووركينغتون.